# Casque en défenses de sanglier

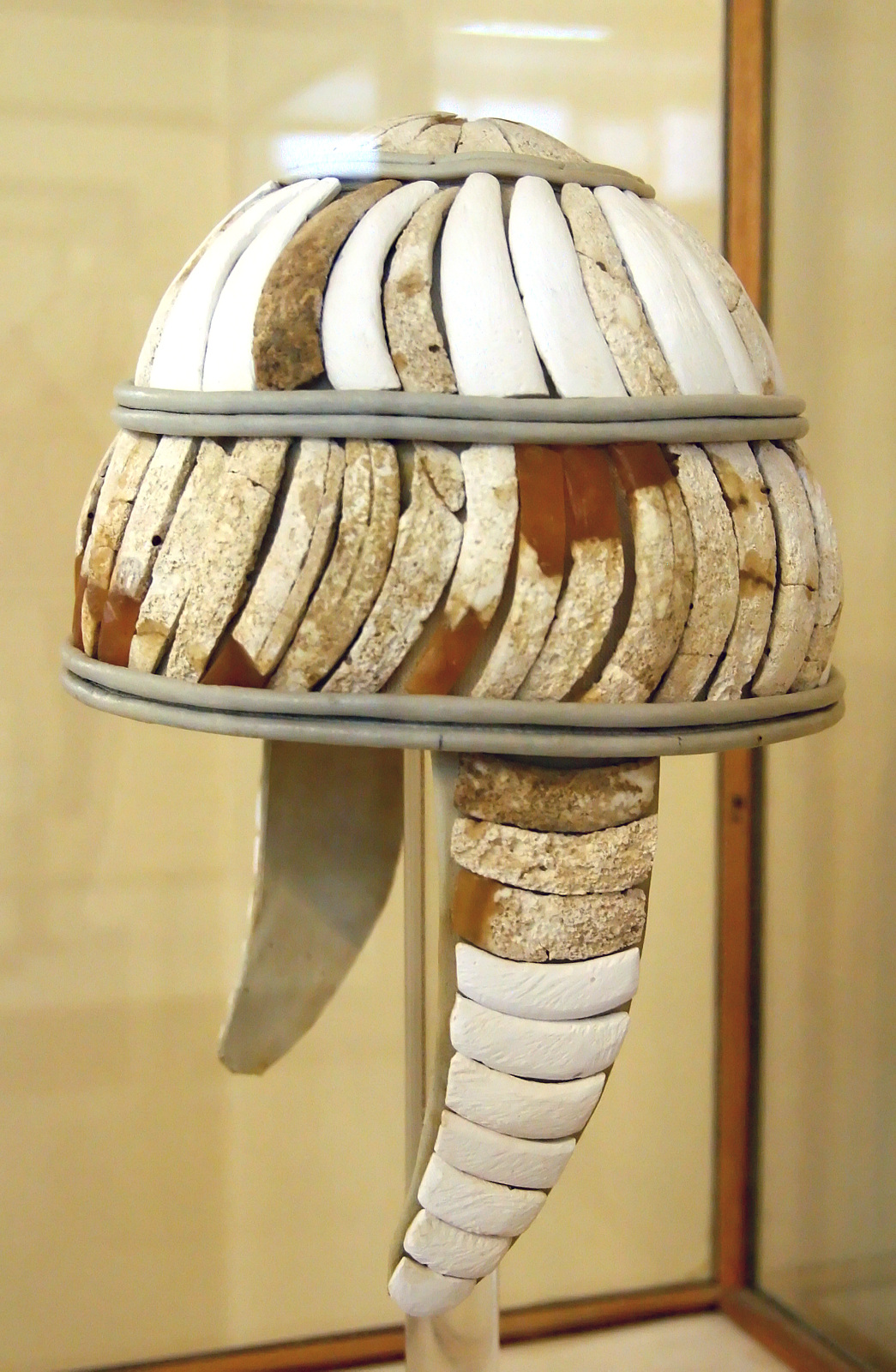
Un casque en défenses de sanglier. Musée archéologique d'Héraklion. Ce casque, daté de -1450 à -1400, est originaire de Cnossos.

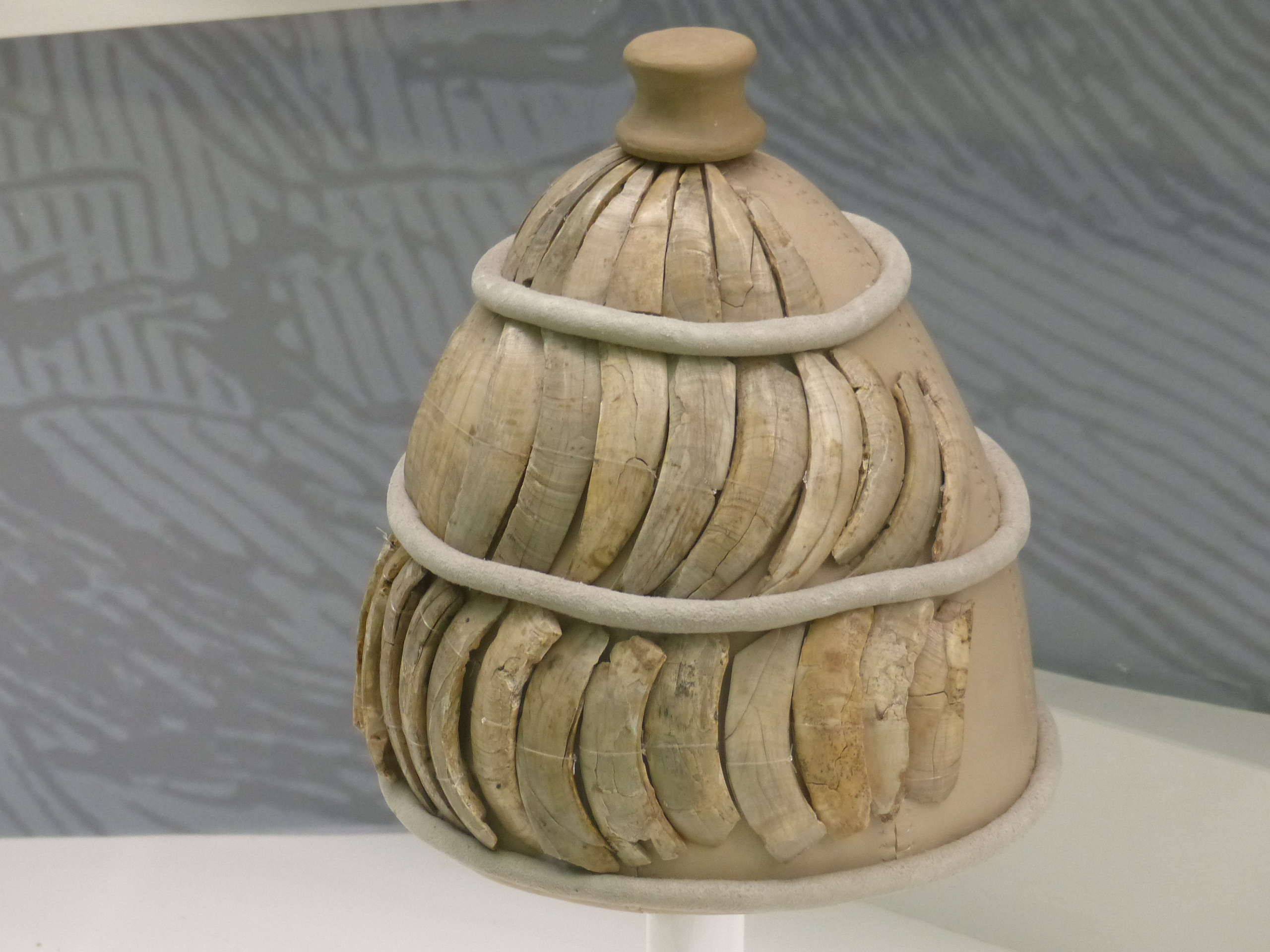
Casque à dents de sangliers, datant du, découvert lors de fouilles à Spáta.

Un casque en défenses de sanglier est un casque de combat composé de défenses de sanglier, lui donnant une grande dureté grâce à l'ivoire. Issu de la civilisation minoenne, il est décrit par Homère dans la guerre de Troie.

## Description
Le casque est composé de très nombreuses défenses de sanglier. Les défenses sont montées sur un morceau de cuir, dont l'intérieur est tapissé de feutre. Chaque sanglier n'ayant que deux défenses, de très nombreux animaux sont requis pour constituer un casque. 

## Histoire
Ce casque est fabriqué par les Minoens ; divers exemplaires datés entre -1650 et -1150 ont été découverts, mis au jour par des fouilles archéologiques. Le casque est également décrit par Homère et peint sur des fresques.

## Le casque en défenses de sanglier dans l'Iliade
Dans l’Iliade, Homère décrit le casque d'Ulysse en détail, :
Μηριόνης δ' Ὀδυσῆι δίδου βιὸν ἠδὲ φαρέτρην

καὶ ξίφος, ἀμφὶ δέ οἱ κυνέην κεφαλῆφιν ἔθηκε

ῥινοῦ ποιητήν· πολέσιν δ' ἔντοσθεν ἱμᾶσιν

ἐντέτατο στερεῶς· ἔκτοσθε δὲ λευκοὶ ὀδόντες

ἀργιόδοντος ὑὸς θαμέες ἔχον ἔνθα καὶ ἔνθα

εὖ καὶ ἐπισταμένως· μέσσῃ δ' ἐνὶ πῖλος ἀρήρει.

τήν ῥά ποτ' ἐξ Ἐλεῶνος Ἀμύντορος Ὀρμενίδαο

ἐξέλετ' Αὐτόλυκος πυκινὸν δόμον ἀντιτορήσας,

Σκάνδειαν δ' ἄρα δῶκε Κυθηρίῳ Ἀμφιδάμαντι·

Ἀμφιδάμας δὲ Μόλῳ δῶκε ξεινήιον εἶναι

αὐτὰρ ὃ Μηριόνῃ δῶκεν ᾧ παιδὶ φορῆναι·

δὴ τότ' Ὀδυσσῆος πύκασεν κάρη ἀμφιτεθεῖσα.
Et Mèrionès donna à Ulysse un arc, un carquois et une épée. Et le Laertiade mit sur sa tête un casque fait de peau, fortement lié, en dedans, de courroies, que les dents blanches d’un sanglier hérissaient de toutes parts au dehors, et couvert de poils au milieu. Autolycos avait autrefois enlevé ce casque dans Éléôn, quand il força la solide demeure d’Amyntôr Orménide ; et il le donna, dans Scandée, au Cythérien Amphidamas ; et Amphidamas le donna à son hôte Molos, et Molos à son fils Mèrionès. Maintenant Ulysse le mit sur sa tête.
Jusqu'au XIXe siècle, cette description était considérée comme légendaire, et ne revêtait guère d'importance. En 1870, l'archéologue allemand Heinrich Schliemann entreprend de retrouver les lieux décrits par Homère. Il découvre sur la butte d'Hissarlik une ville qu'il identifie à Troie et débute des chantiers de fouilles. Un casque en défense de sanglier, correspondant à la description de l’Iliade, est retrouvé.
À l’époque d’Homère, le casque en défenses de sanglier est tombé en désuétude depuis trois siècles. Dans son ouvrage Eine sagenhafte Kopfbedeckung, C. Laschinski émet l'hypothèse qu'Homère ait au moment de l'écriture de l'épopée un casque sous la main.